# Особняк Леман
Особня́к Ле́ман — здание в неоготическом стиле, расположено в Гранатном переулке Москвы. Построено по проекту архитектора Адольфа Эрихсона для Анны-Луизы Леман, супруги потомственного почетного гражданина города Москвы Роберта-Нильса Карла Лемана. С 1937 года передано Союзу советских архитекторов, в 1938—1941 годах после перестройки было включено в ансамбль из трёх зданий Центрального дома архитектора. С 1992 года признано объектом культурного наследия Москвы.

## История

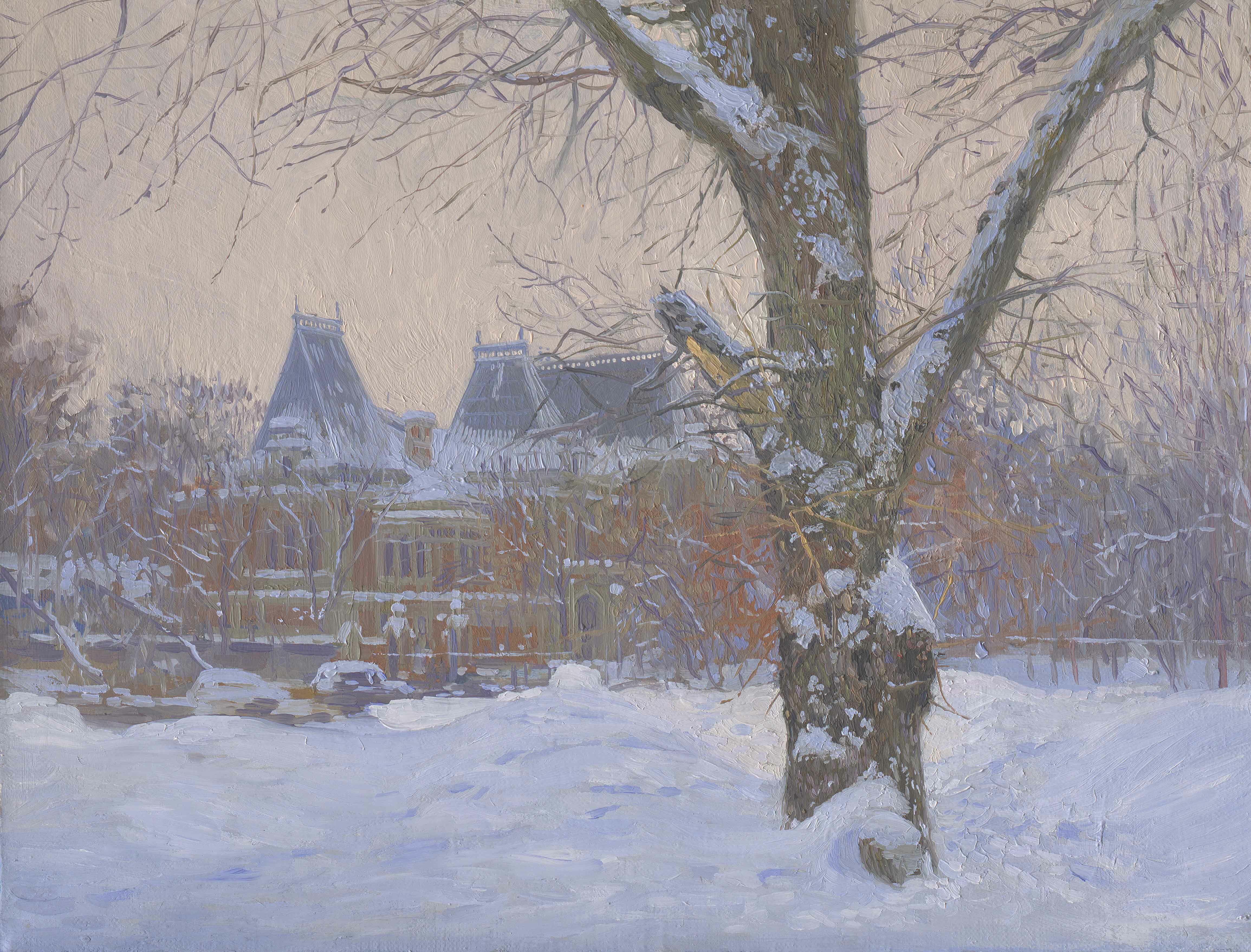
Семён Кожин, холст, масло, 2005

### Земельный участок
Особняк занимает небольшую территорию к северу от Гранатного переулка, которая на начало XIX века была частью городской усадьбы полковника Николая Ивановича Сабурова. Его обширное владение тянулось до Малой Никитской улицы, господский дом был «спрятан» в глубине участка и окружён большим садом. Многочисленные хозяйственные постройки были деревянными, поэтому полностью сгорели в 1812 году при войне с Наполеоном. К 1823 году усадьбой уже владел генерал-майор Павел Тучков, при нём ансамбль был разделён на две части: восточную и западную. Первая была перестроена в самостоятельную усадьбу и спустя 40 лет продана титулярному советнику А. М. Мейснеру. При нём застройку уплотнили, дома стали сдаваться в аренду. К концу XIX века землю выкупил И. Н. Цветухин и в ближайшие несколько лет перепродал её в совместное владение госпожам Анне Леман и Анне Карловне Ферстер.

### Семья Леман
Согласно архивам Городской Управы, в январе 1896 года владение было поделено на две половины. Участок, выходящий на Гранатный переулок, остался у Анны Леман. Эта земля и постройки на ней были самой дорогой землёй в столице. Вероятно, сделка проводилась согласно давним купеческим традициям: недвижимость оформлялась в собственность на имя супруги, фактически же распоряжался имуществом муж. Весной того же года все здания на участке снесли, а уже к началу осени под руководством архитектора Адольфа Эрихсона возвели новый усадебный ансамбль.
Главный особняк был стилизован под готику с явным влиянием Тюдорского стиля, ему соответствовали и хозяйственные постройки: каретный сарай, конюшня и ограда. Согласно сохранившимся проектным чертежам, в первоначальном плане Эрихсона особняк был эклектичным и «тяжеловесным». Вероятно, уже в ходе строительства были внесены некоторые коррективы, так что финальный вариант оказался стилистически целостным и «воздушным». Оригинальное асимметричное решение и ступенчатая форма здания придали ему выразительности. Островерхая кровля покрыта черепицей, одним из центральных элементов оформления крыши стала крупная труба дымохода, выполненная в оригинальной декоративной форме. Особняк сложен из красного кирпича, с которым контрастируют окрашенные в белый цвет декоративные элементы: аркатурные пояса, лопатки, отделка ризалитов и переплёты окон.
Внутренние помещения были решены в авторском прочтении готики, барокко и рококо. Центральным элементом первого этажа стал обширный холл, окружённый галереей, к которой вела массивная лестница. Также на первом этаже находились бильярдная, столовая и кабинет. В полуподвале были подсобные помещения и комнаты прислуги, а на втором этаже — господские спальни. Декоративная отделка интерьеров была выполнена из дорогих материалов: мрамора, красного дерева, с широким применением лепнины. Все парадные залы были оформлены индивидуально, например, синий — в готическом стиле, белая гостиная — в классицизме, красная гостиная — с преобладанием модерна.

### Последующие владельцы
Спустя всего два года после окончания строительства Анна-Луиза Леман продала особняк в Гранатном переулке губернскому предводителю дворянства Петру Базилевскому. Сохранился текст купчей грамоты:

1898 июня 8 дня жена пот. поч. гражданина Анна-Луиза-Фридерика Леман продала свой дом за 190 тыс. руб. и движимость в зале и гостиной в 10 тыс. руб. Арбатской части 1-го участка № 382 старый и № 799 новый дом с землею отставному ротмистру Петру Александровичу Базилевскому.
Пётр Базилевский проживал в усадьбе вместе с многочисленными домочадцами и слугами. По его указу в 1911 году к южному фасаду здания была добавлена небольшая пристройка — каменный спуск к полуподвалу, но в целом облик усадьбы не изменился.
Вскоре после революции особняк был национализирован, в 1919 году в здании разместился Всероссийский главный штаб Реввоенсовета, а уже год спустя его заменило Центральное бюро по обслуживанию иностранцев. Несколько комнат отдали подразделению «Агро-Джойнт» Джозефа Розена. С 1933 по 1937 особняк занимала канцелярия посольства Франции. В 1937-м здание было передано Союзу Советских архитекторов.

### Центральный дом архитектора
В 1938—1941 годах к особняку Леман была добавлена пристройка, проектом руководили архитекторы Мирон Мержанов, Александр Власов и Андрей Буров. В качестве основы был взят ближайший к особняку жилой дом, который с красной линии переулка был «прикрыт» декоративным фасадом. Прообразом для него послужила фреска Пьеро делла Франческа из базилики в Ареццо.
С середины XX века в здании работал ресторан. Интерьеры особняка полностью сохранились, здание ежегодно можно посетить в Дни культурного наследия Москвы.

## Фотогалерея

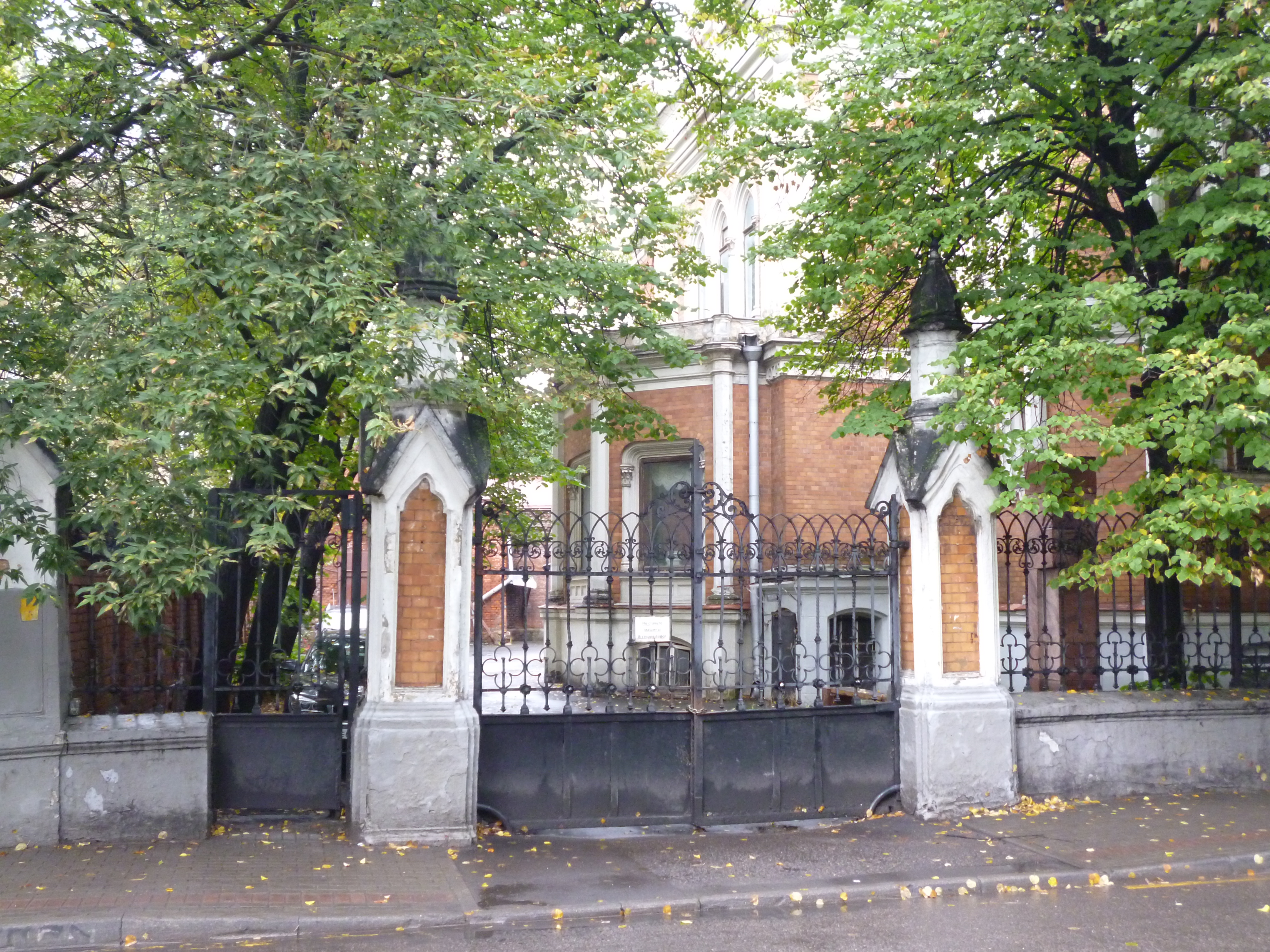
Въездные ворота, 2015
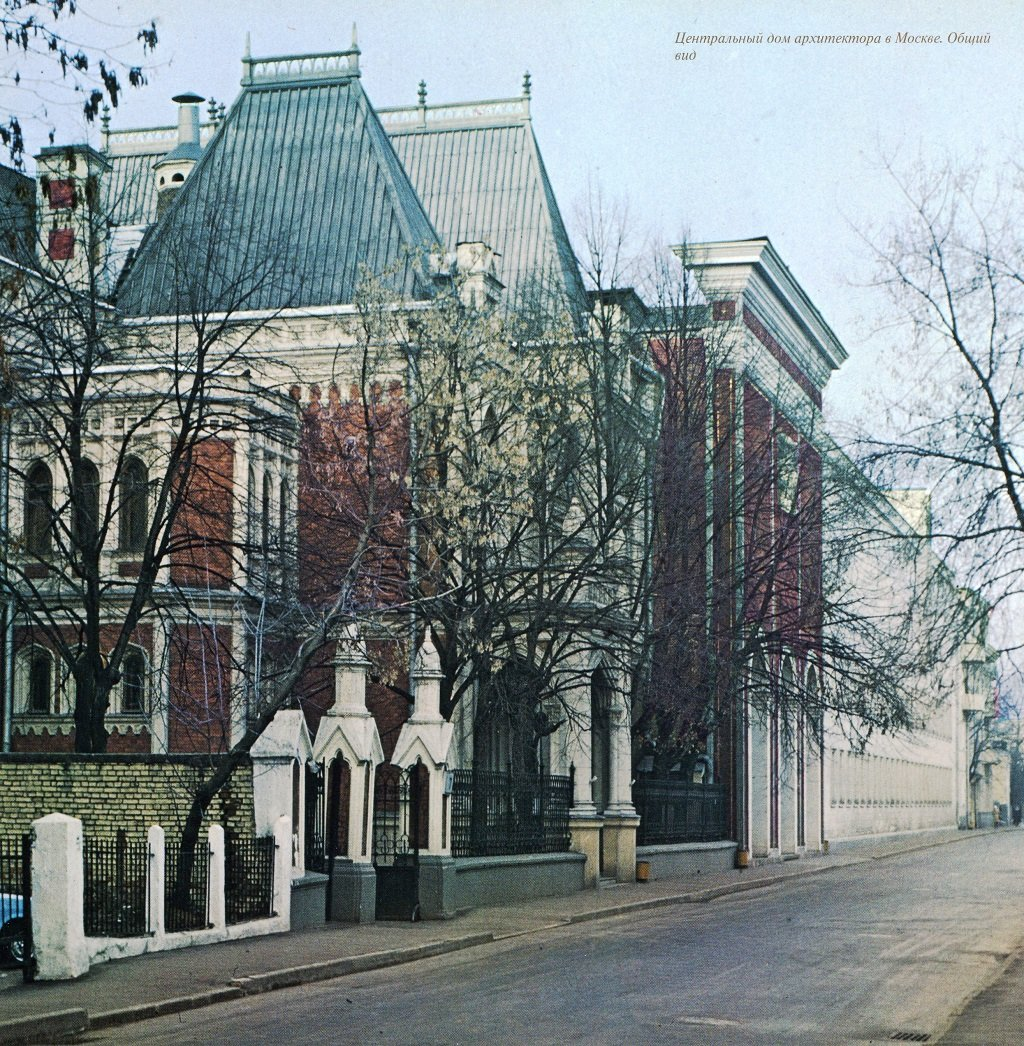
Общий вид, 2014
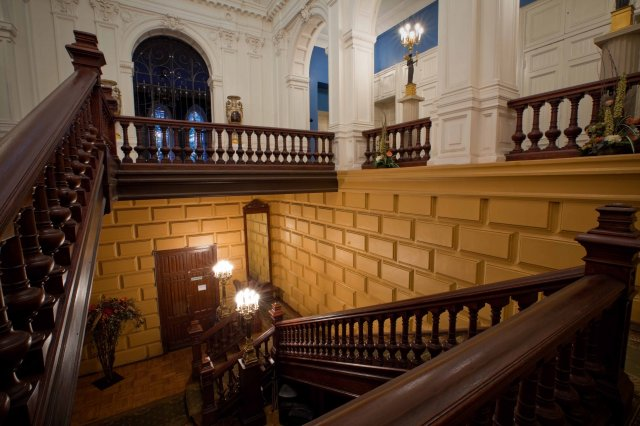
Фрагмент интерьера, 2014